# نشان کار و تولید
نشان کار و تولید از نشان‌های افتخار در ایران است. براساس ماده ۱۳ آیین‌نامه اعطای نشان‌های دولتی، نشان «کار و تولید» به اشخاصی اعطا می‌شود که در صنعت یا کشاورزی به نتایج قابل توجه در یکی از زمینه‌های زیر دست یافته باشند:
1. افزایش توان تولید کشور از نظر کمی و کیفی
2. استفاده مناسب از امکانات فنی و منابع اقتصادی
3. طراحی یا اجرای طرح‌های مهم صنعتی و کشاورزی
4. ابتکار و نوآوری در زمینه بهبود شیوه‌های کار و تولید و افزایش بهره‌وری
5. بالا بردن سطح دانش فنی و حرفه‌ای
6. ایجاد بهترین روابط اسلامی و انسانی در محیط کار

## دریافت کنندگان
| ردیف | نام دریافت کننده   | نشان             | درجه     | اهدا شده توسط       | در تاریخ        |
| ---- | ------------------ | ---------------- | -------- | ------------------- | --------------- |
| ۱.   | احمد رهگذر         | نشان کار و تولید | درجه سوم | اکبر هاشمی رفسنجانی | ۲۵ دی ۱۳۷۳      |
| ۲.   | رسول لاهيجانيان    | نشان کار و تولید | درجه سوم | اکبر هاشمی رفسنجانی | ۲۵ دی ۱۳۷۳      |
| ۳.   | احمد رهگذر         | نشان کار و تولید | درجه دوم | اکبر هاشمی رفسنجانی | ۲ اردیبهشت ۱۳۷۴ |
| ۴.   | غلامعلی کیانی      | نشان کار و تولید | درجه دوم | اکبر هاشمی رفسنجانی | ۲ بهمن ۱۳۷۵     |
| ۵.   | محمدجعفر ملکوتی    | نشان کار و تولید | درجه سوم | اکبر هاشمی رفسنجانی | ۲ بهمن ۱۳۷۵     |
| ۶.   | احمدباقر یزدلی     | نشان کار و تولید | درجه سوم | اکبر هاشمی رفسنجانی | ۲ بهمن ۱۳۷۵     |
| ۷.   | عباس تقی‌پور        | نشان کار و تولید | درجه سوم | اکبر هاشمی رفسنجانی | ۲ بهمن ۱۳۷۵     |
| ۸.   | محمد شهابی         | نشان کار و تولید | درجه سوم | اکبر هاشمی رفسنجانی | ۲۷ خرداد ۱۳۷۶   |
| ۹.   | نظام‌الدین سجادی    | نشان کار و تولید | درجه سوم | اکبر هاشمی رفسنجانی | ۱۱ مرداد ۱۳۷۶   |
| ۱۰.  | مصطفی محمدنجار     | نشان کار و تولید | درجه سوم | اکبر هاشمی رفسنجانی | ۱۱ مرداد ۱۳۷۶   |
| ۱۱.  | منوچهر غروی        | نشان کار و تولید | درجه سوم | سید محمد خاتمی      | ۱۹ خرداد ۱۳۷۸   |
| ۱۲.  | سیف‌الله ابراهیمی   | نشان کار و تولید | درجه سوم | سید محمد خاتمی      | ۱۹ خرداد ۱۳۷۸   |
| ۱۳.  | محمد علیپور فطرتی  | نشان کار و تولید | درجه سوم | سید محمد خاتمی      | ۱۹ خرداد ۱۳۷۸   |
| ۱۴.  | مصطفی عالی‌نسب      | نشان کار و تولید | درجه یکم | سید محمد خاتمی      | ۱۱ بهمن ۱۳۷۹    |
| ۱۵.  | رضا ویسه           | نشان کار و تولید | درجه سوم | سید محمد خاتمی      | ۱۱ بهمن ۱۳۷۹    |
| ۱۶.  | محمد آقایی تبریزی  | نشان کار و تولید | درجه سوم | سید محمد خاتمی      | ۱۱ بهمن ۱۳۷۹    |
| ۱۷.  | جلیل خبره          | نشان کار و تولید | درجه دوم | سید محمد خاتمی      | ۱۳ مرداد ۱۳۸۲   |
| ۱۸.  | داوود عابدی آملی   | نشان کار و تولید | درجه سوم | سید محمد خاتمی      | ۱۳ مرداد ۱۳۸۲   |
| ۱۹.  | محمود اسلامیان     | نشان کار و تولید | درجه سوم | سید محمد خاتمی      | ۱۳ مرداد ۱۳۸۳   |
| ۲۰.  | محمدحسین شریعتمدار | نشان کار و تولید | درجه دوم | سید محمد خاتمی      | ۱۷ خرداد ۱۳۸۴   |
| ۲۱.  | عبدالزهرا وطن‌دوست  | نشان کار و تولید | درجه سوم | سید محمد خاتمی      | ۱۷ خرداد ۱۳۸۴   |
| ۲۲.  | محسن خلیلی عراقی   | نشان کار و تولید | درجه دوم | محمود احمدی‌نژاد     | ۱۶ تیر ۱۳۹۲     |